# Битва при Ридании
Битва при Ридании (Риданийи) (осман. ريدانيه محاربه سی‎; араб. معركة الريدانية‎) произошла 22 января 1517 года в предместье Каира Ридании. Сражение стало одним из ключевых моментов Османо-мамлюкской войны (1516—1517).
Пушки мамлюков оказались бесполезны, а их войска не выстояли против артиллерии Селима и быстро обратились в бегство, явно не желая гибнуть в бою. Османская армия Селима I победила мамлюкскую армию Туманбая II. В этой битве погиб великий визирь Османской империи Хадым Синан-паша.
Битва оценивается историками как «решающее сражение войны», «определившее судьбу султаната мамлюков».

## Подготовка мамлюкской армии
После катастрофического поражения на Дабикском поле мамлюки отказывались вступать в бой с армией «сражающейся огнём». В тексте писателя периода правления Сулеймана I, Ибн Зунбуля, пленный мамлюк-черкес упрекал Селима за то, что тот пользуется «франкским изобретением», а не довольствуется по примеру пророка мечом и копьём. Кансух аль-Гаури, которому показали пушки, якобы сказал: «Мы не покинем сунны пророка и не примем сунны христиан». Однако рассказ Ибн Зунбуля скорее всего является лишь художественным вымыслом.
Мамлюкский султан Туманбай хотел встретиться с османами в Салихии, на границе Синайской пустыни, прежде чем утомлённые маршем по пустыне османы смогут отдохнуть, но его эмиры настаивали на том, чтобы ждать у укреплений около северного предместья Каира, Ридании. Эмиры полагали, что было бы более целесообразно создать там прочную линию обороны и противостоять нападению османов. Туманбай попытался построить укрепления перед городом и подготовить армию. Высшее командование мамлюков с запозданием осознало важность огнестрельного оружия, Туманбай решил не повторять ошибок Кансуха аль-Гаури и вооружить армию пушками и ружьями. При Ридании у мамлюков были даже франкские пушкари. В короткое время, доступное ему, Туманбай сосредоточил свои силы на обеспечении своей армии пушками и ружьями. Сами мамлюки считали ниже своего достоинства стать пехотинцами с ружьями, поэтому Туманбай создал отряд аркебузиров из магрибинцев, нубийцев, туркоманов.
В Ридании султан велел вырыть траншеи и устроить на горе Мукаттам палисады с проёмами для 100 пушек. Некоторые пушки мамлюки замаскировали песком. Выкопанный ров протянулся от горы Мукаттам до Нила. Хотя некоторые османские источники утверждают, что длина рва составляла 4 мили, а пушек было 200, последняя цифра сомнительна. В траншеях были рассыпаны шипы против конницы. Эти меры копировали османские на Дабикском поле.
О мамлюкских пушках говорится не только в османских донесениях о битве, но и у Джовио. Последний сообщал, что Туманбай получил пушки на Родосе у госпитальеров. Однако эти орудия были устаревшими — железными и не мобильными, в отличие от османских медных орудий на повозках. Некоторые орудия были привезены в Александрию и Каирскую цитадель.
После разгрома армии в битве на Дабикском поле одной из самых больших проблем была нехватка людей. Туманбай вышел из ситуации, приняв в армию примерно 6 тысяч чёрных рабов, освобождённых преступников, вооружил городское ополчение. Городские глашатаи были отправлены по улицам Каира с угрозами повесить дезертиров перед их собственными дверями. Таким образом, Туманбай собрал всех солдат, которых смог, численностью около 20 000 всадников, пехоту и бедуинов (по другим данным всего ему удалось собрать примерно 40 тысяч человек войск, из них 20 тысяч было мамлюков и бедуинов). Неоплачиваемая и в значительной степени ненадёжная сборная армия не могла похвастать боевым духом. Туманбай прошёл через Каир в сопровождении своей новой армии. Египетский историк Ибн Ийяс наблюдал в Каире проход большого количества фургонов, каждый из которых вёз пушку, а затем 200 верблюдов, гружёных порохом, свинцом, железом и другими боеприпасами. В процессии ехали запряжённые волами деревянные повозки для перевозки солдат и их оружия, совсем как это было у османов, судя по описанию Ибн Тулуна, наблюдавшего в Дамаске османскую армию. Получив известие о походе османских войск в Каир, Туманбай подошёл к оборонительной линии, созданной в Ридании. Целью мамлюков было встретить османов неожиданным залпом огня и разогнать их кавалерийской атакой.

## Подготовка османской стороны

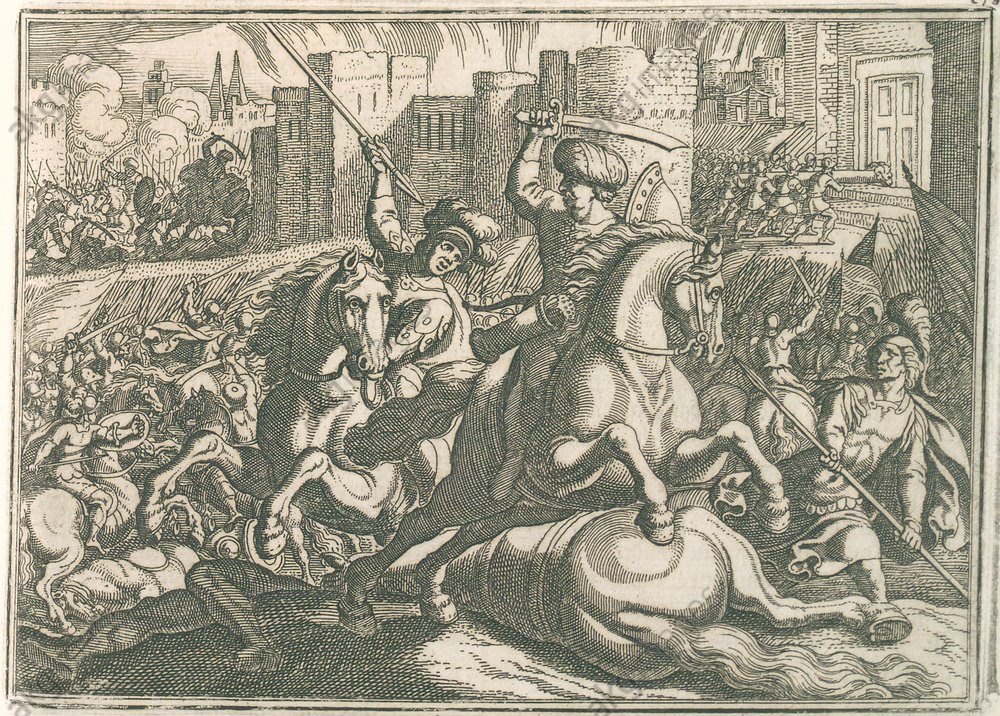
Битва при Ридании.

Заняв Сирию, Селим решил, что дорога на Египет открыта. Часть визирей Селима была против идеи похода на Каир, они говорили об опасностях дороги, особенно о проблемах и жажде в пустыне, но Селим подготовился к трудному маршу от населённой части Сирии к египетской границе со своей обычной предусмотрительностью. По приказу султана Юнус-паша купил 15 тысяч верблюдов, которые были загружены водой для использования его армией при пересечении пустыни, для мотивации солдат Селим раздал много денег. В это время пошли дожди и проблема нехватки воды исчезла, дорога через пустыню стала возможна.
Султан прибыл в Газу 2 января 1517 года, 8 января Синан-паша выдвинулся в сторону Каира с 6000 солдатами. Половина армии была оставлена для защиты восточных границ. Затем османская армия пересекла Синай за десять дней, османы прошли без сопротивления Салахию и Бильбейс и 20/22 января достигли Биркат аль-Хадж, в нескольких милях от столицы. Число солдат в армии по оценкам современников достигало 20 тысяч человек.
На правом фланге османской армии стояли анатолийские сипахи под командованием бейлербея Анатолии Мустафы-паши. Ему также подчинялись бейлербей Дулкадира Али-бей, Ферашад-бей (б. Коркмаз б. Кёр Мехмед б. Кара-Юлук Осман) и его брат Мехмед-бей, санджакбей Триполи. Здесь же находился бывший мамлюкский наиб Алеппо Хайр-бей. Кучук Синан-паша стоял на левом фланге с армией Румелии, здесь же находились Рамазаноглу Махмуд-бей, Мубарак Герай и его брат Саадет Герай, бывший мамлюкский наиб Айнтаба Юнус-бей. Командовал флангом визирь Девширме Юнус-паша. В центра находились султан и капыкулу. Справа от султана в центре находился Синан-паша, слева находился ага янычаров Аяс-ага. Османская армия не собиралась атаковать напрямую в лоб, Селим разработал план действий, зная о расположении артиллерии противника. О планах мамлюков Селиму было известно от пленников и шпионов. Также есть версия, что данные о мамлюкских планах и приготовлениях Селиму I передал накануне боя Джанберди аль-Газали.

## Ход битвы
Источники датируют битву 22 или 23 января 1517 года. Как указывал турецкий историк Эмеджен, 23 число указывается ошибочно. Войска построились в боевые порядки от Матарийи до Джебель-Ахмар. Битва началась утром, Туманбай мечтал измотать турок перед укреплениями, но атаки мамлюкской кавалерии и бедуинов оказались безрезультатны. Со всех сторон, как «бесчисленная саранча», османские солдаты двигались на позиции египтян. Мамлюки попытались заманить османскую армию к месту, простреливаемому из своих пушек. Османы без труда подавили мамлюкские батареи, уничтожив большую часть египетских пушек. Османы начали двигаться вперёд, не выходя из строя. Но когда они добрались до горы Мукаттам, ещё до попадания в зону действия орудий мамлюков, то обошли ряд пушек с фланга и зашли к позициям мамлюков сзади. Этот манёвр стал причиной проигрыша мамлюков, он был полной неожиданностью. Мамлюки немедленно попытались переориентировать свои тяжёлые орудия, которые увязли в песке, и их оказалось невозможно развернуть, чтобы стрелять в противоположном направлении. Мамлюкская артиллерия не сделала ни единого выстрела. Османы напали на мамлюкских артиллеристов (многие из которых были франками согласно Османским источникам) и захватили пушки. В итоге тяжёлые орудия, на оснащение которыми армии Туманбай потратил так много сил, оказались совершенно бесполезны.
Впервые при завоевании Египта османская армия использовала многоствольные пушки, сейчас они хранятся в Военном музее в Стамбуле. Османская артиллерия и стрелки открыли интенсивный огонь. Ружья и лёгкая артиллерия османов нанесли тяжёлые потери мамлюкской армии. Левый фланг мамлюков был выведен из строя. Верблюды мамлюков сбежали от пушечного и ружейного огня.
Хотя битва с учётом всех действий, перестроений и манёвров началась утром и длилась от восьми до восьми часов, мамлюкская армия была разбита в течение двадцати минут. Местное население, мобилизованное Туманбаем, не имело достаточного опыта владения оружием и участия в боевых действиях. Солдаты Туманбая не проявляли энтузиазма в бою, многие из магрибинских артиллеристов и горожан просто сбежали. Сам Туманбай с горсткой мамлюков и стрелков сражался мужественно целых восемьдесят минут, но не смог вдохновить армию даже личным примером. Лишь мамлюки бились, демонстрируя отчаянную храбрость. «Мамлюки никогда не показывали свою доблесть больше, чем в роковой день Ридании».
Говорили, что в этот день Туманбай собственной рукой зарубил свыше 1 тысячи человек, в том числе великого визиря Синана-пашу. Якобы, Туманбай с верными ему мамлюками, среди которых были двое его лучших офицеров, Куртбай и Аланбай, атаковали правый фланг османов, пытаясь пробиться к месту, где находился султан. Утверждали, что Туманбай достиг даже палатки Селима. Туманбай хотел схватить Селима живым или мёртвым. Селим спасся лишь потому, что за него приняли Синана-пашу. Туманбай пронзил Синана насквозь, Аланбай и Куртбай убили каждый по паше, а затем быстро поехали обратно, хотя в Аланбая попала пуля, тяжело его ранившая. По мнению турецкого историка Эмеджена эта история малодостоверна. Синана-пашу сразу же отвели в его шатёр, где он погиб.

По другой версии, в самом начале битвы группа всадников, вооружённых с ног до головы, поскакала от мамлюкского левого фланга к турецкому центру, где было стояло знамя султана. Якобы, это была атака правого фланга османов отрядом под началом Джанберды аль-Газали. Кавалерия мамлюков напала на Синана-пашу, который был ранен в столкновении тремя копьями и упал с лошади. Таким образом, Джанберды отомстил Синан-паше, который разбил его в Газе (при Хан Юнусе).

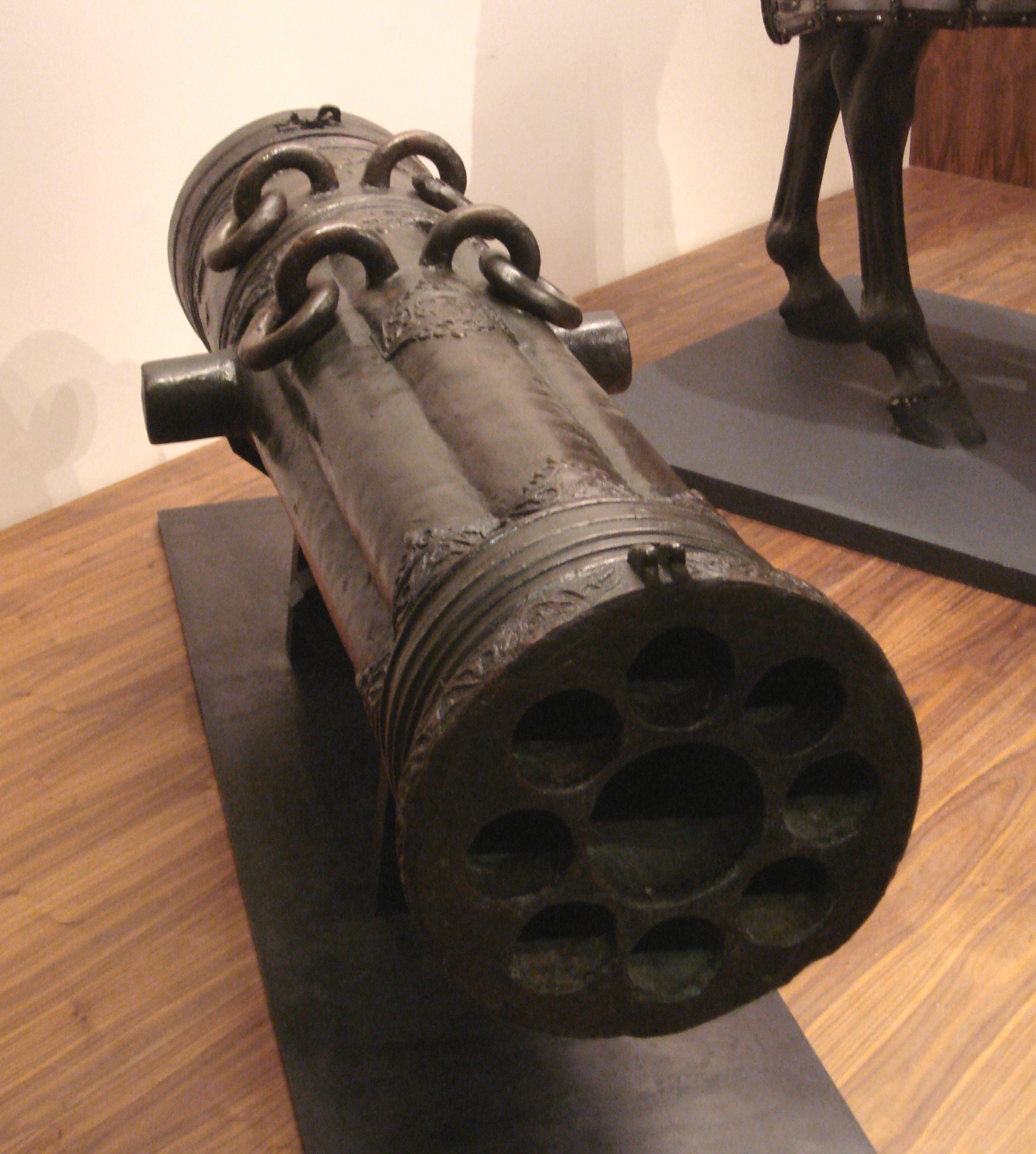
Многоствольная османская пушка XVI века.

Туманбай и остатки его лучших рыцарей бежали, на две мили вверх по Нилу. Позже часть мамлюков, которые бежали, собрались рядом с ним. Эти 7000 человек продолжили сопротивление против османов.
Несмотря на присутствие артиллерии в войске мамлюков, они не имели возможности её использовать. Что ещё более важно, они не видели пушки и ружья как часть своей военной операции.

## Итог
Битва за Риданию показала способность османской армии применять различные способы ведения боя и маневрировать при внезапных изменениях, также битва показала эффективность использования огнестрельного оружия.
Битва за Риданию сломила сопротивление мамлюков и позволила османам войти в Каир и установить господство над Египтом. Ибн Ийяс утверждал, что эта битва была ещё тяжелее, чем поражение турок на Дабикском поле.
Несмотря на то, что большинство историков писали, что 25 000 мамлюков остались лежать на равнине Ридании, историк Эмеджен в Энциклопедии ислама называл намного меньшее число — 4000 человек. Потери османов были меньшими. Среди погибших у османов помимо Синана-паши были санджакбей Айнтаба Юнус-бей, Рамазаоглу, Мубарак Герай. Шатёр и казна Туманбая попали в руки османов. Явуз провёл ночь в Ридании, а на следующий день состоялись торжественные похороны погибших. На церемонии погребения Синана-паши Селим был очень расстроен и плакал. Вместо Синана на должность великого визиря был назначен Юнус-паша.